# Miguel Dellavalle
Miguel Dellavalle często Manuel Dellavalle (ur. grudzień 1898 w Córdobie  – zm. 22 listopada 1932 tamże) – argentyński piłkarz, pomocnik.
Jako gracz klubu Belgrano Córdoba zadebiutował w reprezentacji Argentyny 8 sierpnia 1920 roku w meczu przeciwko Chile. W tym samym roku wziął udział w turnieju Copa América 1920, gdzie Argentyna została wicemistrzem Ameryki Południowej. Dellavalle zagrał w dwóch meczach - z Urugwajem i Chile (zdobył bramkę).
Jako gracz klubu Belgrano wziął udział w turnieju Copa América 1921, gdzie Argentyna pierwszy raz w swych dziejach zdobyła mistrzostwo Ameryki Południowej. Dellavalle zagrał we wszystkich trzech meczach - z Brazylią, Paragwajem i Urugwajem.
Nadal jako piłkarz klubu Belgrano wziął udział w turnieju Copa América 1922, gdzie Argentyna zajęła przedostatnie, czwarte miejsce. Dellavalle zagrał tylko w dwóch meczach - z Chile i Urugwajem.